# Anthony Williams (politico)
Anthony Allen Williams, all'anagrafe Anthony Stephen Eggleton (Los Angeles, 28 luglio 1951), è un politico statunitense, sindaco di sindaco di Washington dal 1999 al 2007.